# Kelila (nome)
Kelila (in ebraico כלילה‎?) è un nome proprio di persona ebraico femminile.

## Varianti in altre lingue
- Yiddish:  קַײלָע (Kaila, Kayla)[1][2]

## Origine e diffusione

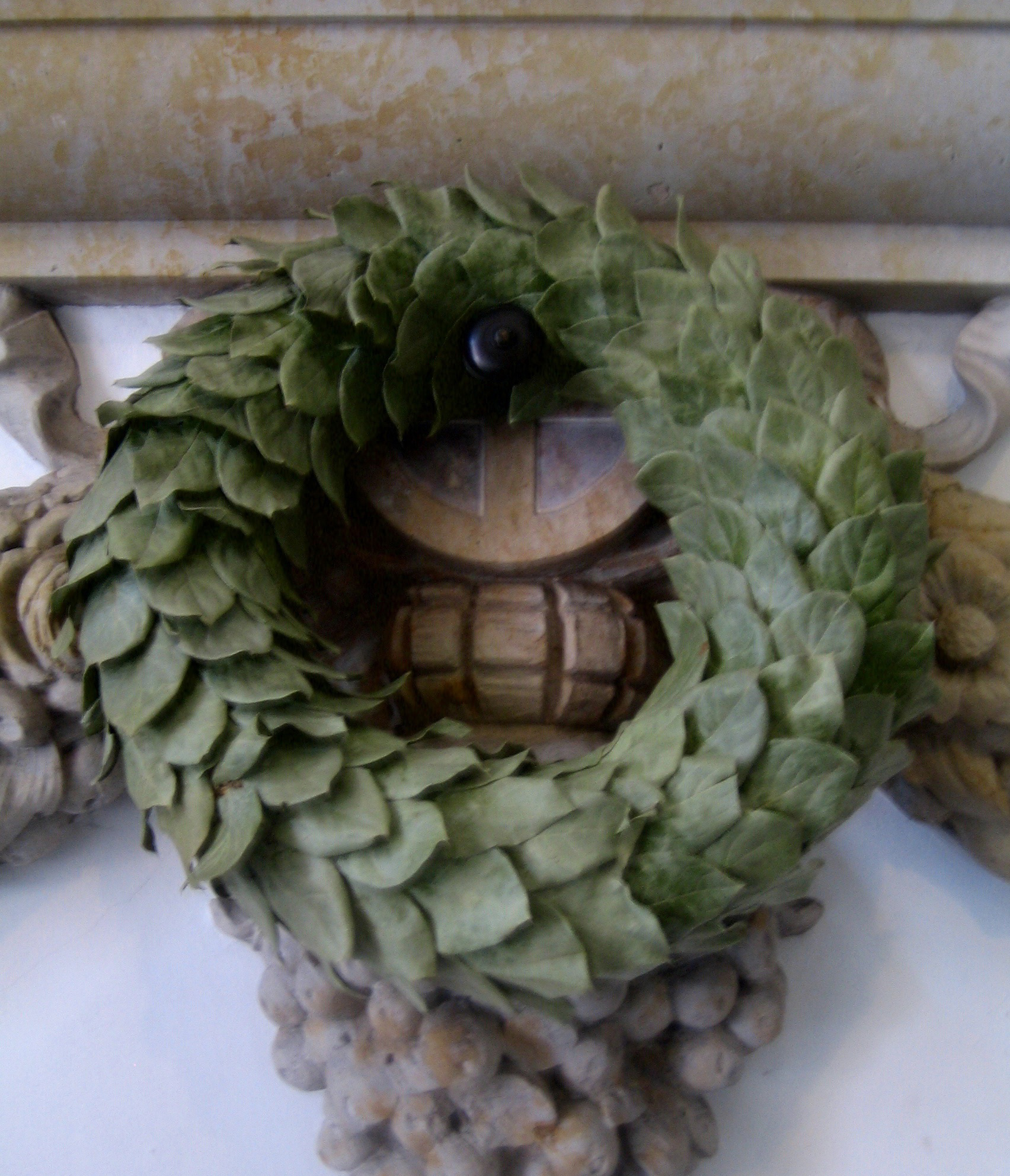
Una corona d'alloro

Secondo alcune fonti vuol dire "corona d'alloro" in ebraico, ed è quindi analogo per semantica a nomi quali Laura, Laurel e Dafne. Secondo altre, invece, si basa su un aggettivo ebraico significante "completo", "intero", "perfetto", il che lo renderebbe analogo ai nomi Emma e Irma.
Va notato che la variante yiddish Kaila coincide con un nome hawaiiano, composto da ka (un articolo determinativo) e ila ("scuro", e anche "voglia scura"), che viene usato anche per indicare la pelle dal colore mutevole dei polpi. La sua variante di trascrizione Kayla, inoltre, coincide con il nome inglese Kayla.

## Onomastico
Il nome è adespota, cioè non è portato da alcuna santa, quindi l'onomastico ricade il 1º novembre, in occasione di Ognissanti.

## Persone

### Varianti
- Kaila Yu, modella e cantante taiwanese naturalizzata statunitense